# Tubularia hodgsoni
Tubularia hodgsoni is een hydroïdpoliep uit de familie Tubulariidae. De poliep komt uit het geslacht Tubularia. Tubularia hodgsoni werd in 1907 voor het eerst wetenschappelijk beschreven door Hickson & Gravely. 